# 中国足协体能测试
中国足协体能测试，是中国足协在1990年代初足球职业化进行前不久开始施行的对于中国足球运动员的体能测试。体能测试的内容在十多年内发生过不小的变化，但是其性质始终是参加职业联赛的中国球员必须通过的强制性考试。不能达到当年体能测试标准的球员，将无法获得参加最高两级联赛（即2003年及之前的甲A、甲B，和2004年及之后的中超、中甲）的参赛资格。从2011年开始，体能测试正式取消。

## 概述
中国足协的体能测试开始于1992年，到1994年第一届甲A联赛开战前成为焦点。当时的体能测试分成两个部分，为12分钟跑和25米折返跑。球员必须达到两者的标准才算合格，否则将无法获得联赛的参赛资格。
此后体测的内容变更为YOYO测试，是一种由丹麦体育界人士创发的不规则加速往返跑测试。
出任守门员的球员无需参加任何测试，此外任何非中国籍的外援也不需要参加测试就可以直接获得参赛资格。

## 争议
体能测试从开始至今一直是中国足球饱受争议的措施之一，中国足协认为这一强制性举措有利于提高中国球员的整体体能。但是包括中国著名前锋郝海东在内的很多人则认为这种简单化的测试根本无助于提高足球运动员的水平，因为足球场上对于各个位置甚至是对于任何个别球员的要求都是不同的。比如郝海东由于本身肌肉类型和特点，就是以短距离爆发力和速度见长，而不擅长长距离有氧奔跑。
中国足球界曾经有一大批知名球员因为体能测试不过关而失去整年的比赛机会，甚至因此提前退役的，最著名的有九十年代初国家队两个身高超过一米九的高中锋蔡晟和翟飚、国脚高洪波、李紅軍，前国奥队队长黄翌等。
2009年末2010年初的足坛反黑风暴中，体能测试被指为足协非法捞钱的方法之一，碰到“困难户”，只要给钱就能过。